# Deborah Adair (Schauspielerin)
Deborah Adair Miller (* 23. Mai 1952 in Lynchburg, Virginia) ist eine US-amerikanische Schauspielerin.

## Leben
Die Tochter eines Navy-Offiziers und einer Englischlehrerin gab 1980 in der Seifenoper Schatten der Leidenschaft als Jill Foster ihr Fernsehdebüt. Nach ihrem Ausstieg 1983 übernahm sie im Denver-Clan eine Hauptrolle. Sie spielte dort ein Jahr lang, in 21 Folgen, die Rolle der Tracy Kendall. 1988 spielte sie eine größere Rolle in dem Film Lincoln und 1990 in Sirene 1. Außerdem war sie in zahlreichen Serien zu sehen, unter anderem in Love Boat, Matt Houston, Mord ist ihr Hobby, MacGyver, Hotel, California Clan, Melrose Place sowie in 23 Folgen in Agentur Maxwell. Für ihre Rolle in der Seifenoper Zeit der Sehnsucht, in der sie von 1993 bis 1995 die Kate Roberts verkörperte, wurde sie 1994 mit dem Soap Opera Digest Award Ausgezeichnet.
Deborah Adair war von 1974 bis 1978 mit Gary Baker verheiratet. Seit 1987 ist sie mit dem Produzenten Chip Hayes verheiratet. Das Paar hat zwei gemeinsame Kinder.

## Filmografie
- 1980: Paris (Fernsehserie, eine Folge)
- 1980: Die Schnüffler (Tenspeed and Brown Shoe, Fernsehserie, eine Folge)
- 1983–1984: Der Denver-Clan (Dynasty, Fernsehserie, 21 Folgen)
- 1984–1985: Finder of Lost Loves (Fernsehserie, 23 Folgen)
- 1984–1986: Love Boat (The Love Boat, Fernsehserie, drei Folgen)
- 1984–1987: Hotel (Fernsehserie, vier Folgen)
- 1985: Matt Houston (Fernsehserie, eine Folge)
- 1990: California Clan (Santa Barbara, Fernsehserie)
- 1986: Blacke’s Magic (Fernsehserie, eine Folge)
- 1986: Mord ist ihr Hobby (Murder, She Wrote, Fernsehserie, eine Folge)
- 1986: Schatten der Leidenschaft (The Young and the Restless, Fernsehserie, sieben Folgen)
- 1986: Miami Vice (Fernsehserie, eine Folge)
- 1987: MacGyver (Fernsehserie, eine Folge)
- 1988: Lincoln (Miniserie)
- 1990: Rich Men, Single Women (Fernsehfilm)
- 1990: Sirene 1
- 1992–1993: 4x Herman (Fernsehserie, zwei Folgen)
- 1992–1993: Melrose Place (Fernsehserie, 11 Folgen)
- 1993–1995: Zeit der Sehnsucht (Days of our Lives, Fernsehserie, 65 Folgen)